# Хроника Великого княжества Литовского и Жомойтского
Хроника Великого княжества Литовского и Жомойтского — средневековое сочинение, излагающее историю княжества от мифического князя Палемона до Гедимина. Создана в 1520-х годах в среде виленских аристократов.

## Содержание Хроники
В основе хроники легенда о происхождении литовских князей от «римской шляхты» (патрициев). Приводятся устные предания об исторических событиях: битвы с татарами, походы Гедимина на Южную Русь, Ипатьевская летопись и др. Возвеличивается героическое прошлое Литвы и принижается Русь. Для обоснования превосходства литовской знати над украинской и белорусской, подчеркивается древность и благородство происхождения первых, их выдающаяся роль в жизни Великого княжества Литовского. Приводится художественное произведение «Повесть про Сигизмунда и Барбару Радзивилл».

## Редакции Хроники
Сохранилась в трех редакциях: краткой (список Красинского), пространной (Ольшевский, Археологического общества, Патриарший, Румянцевский списки) и полной (Познанский, Евреиновский списки).
Хроника послужила источником для Хроники Быховца, «Хроники польской, литовской, жомойтской и всея Руси» Мацея Стрыйковского и компиляции Теодора Нарбутта «История литовского народа».